# Theobroma simiarum
Theobroma simiarum là một loài thực vật có hoa trong họ Cẩm quỳ. Loài này được Donn. Sm. miêu tả khoa học đầu tiên năm 1898.